# Аджайян
Аджайян (малаял. അജയൻ; 8 апреля 1950, Валликуннам — 13 декабря 2018, Тривандрам) — индийский кинорежиссёр
, снявший фильм Perumthachan на языке малаялам.

## Биография
Родился 8 апреля 1950 года в деревне Валликуннам (ныне округ Аллеппи штата Керала) и был старшим сыном в семье драматурга и писателя Тхоппила Бхаси.
Закончил Керальский университет.
Позднее получил диплом по специальности режиссура и написание сценария в Институте кинематографии в Адьяре.
Аджаян начал свою карьеру в качестве помощника оператора.
Затем работал ассистентом режиссёра у Тхопила Бхаси, Падмараджана, Бхаратана и К. Г. Джорджа, приняв участие в создании таких фильмов как Rathinirvedam (1978), Oridathoru Phayalvaan (1981), Marmaram (1982) и Kattathe Kilikkoodu (1983), Panchavadi Palam и Ente Upasana (1984), Oridathu и Sarvakalashala (1987).
Также снял как режиссёр несколько документальных и как оператор несколько тамильских фильмов.
Единственным художественным фильмом Аджаяна в качестве режиссёра был Perumthachan, вышедший в 1991 году. Его сценарий, написанный М. Т. Васудеваном Наяром, был основан на сборнике легенд «Aithihyamala», составленном Коттаратилом Санкунни. Картина получила признание критиков и множество наград, в том числе премию Индиры Ганди за лучший дебютный фильм и кинопремии штата Керала за лучший режиссерский дебют и за лучший популярный фильм. В 1992 году фильм был номинирован на премию «Золотой леопард» на международном кинофестивале в Локарно.
Сразу после съемок фильма Perumthachan Анджаян начал работу над своим вторым фильмом. Его сценарий основывался на детском фэнтези «Manikyakallu» Васудевана Наира. Аджаян изучал книгу в школе и говорил, что это была первая книга, которую он прочитал от начала до конца.
Задуманный как фантастический фильм, Manikyakallu требовал визуальных эффектов, о которых невозможно было подумать в начале девяностых. Аджаян был настолько увлечен фильмом, что отправился в Голливуд, чтобы встретиться с экспертами в Universal Studios. Но пока он был занят подготовкой, продюсер решил, что фильм должен снять более популярный режиссёр, и отстранил Аджаяна от проекта.
Режиссёр также хотел экранизировать автобиографию своего отца «Olivile Ormakal». Но Лохитадас, к которому он обратился за написанием сценария, скоропостижно скончался, а Сринивасан, к которому он обратился после этого, попросил подождать и так и не закончил работу до самой смерти режиссёра.
Последние месяцы жизни Аджаян проходил лечение от рака. 13 декабря 2018 года его доставили в частную больницу в связи проблемами с дыханием, где в 15:30 у него остановилось сердце. У него остались жена Сушама и дочери Парвати и Лакшми.